# Batuta

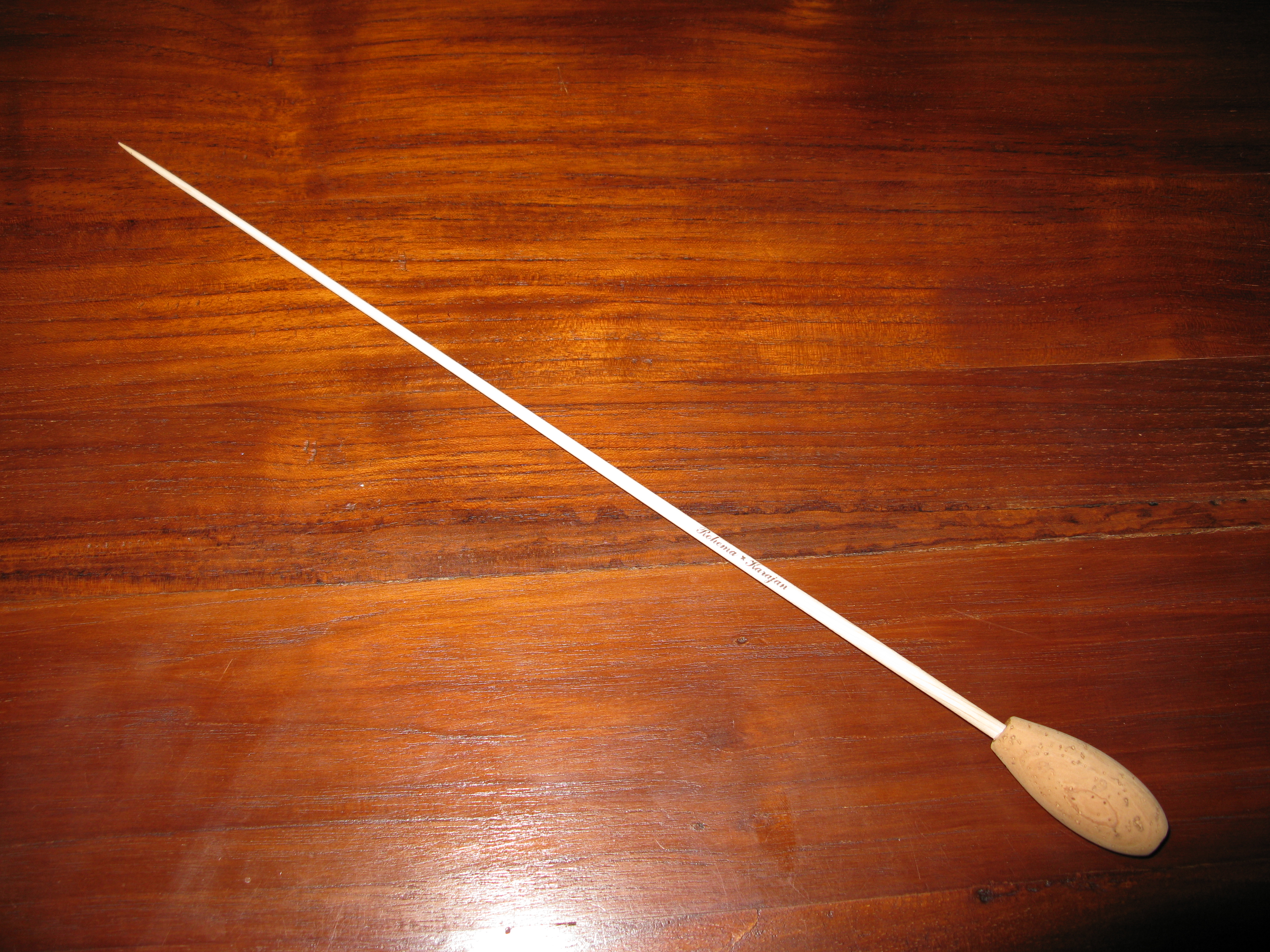
Batuta

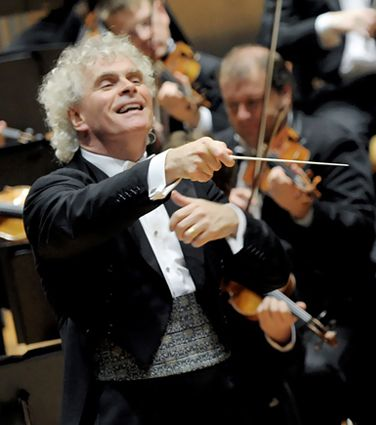
Sir Simon Rattle
famoso regente, utilizando a batuta.

A batuta (do italiano battuta, "batida" ou "compasso") é um bastão delgado aliado a uma base arredondada, chamada pera, em geral de madeira leve, plástico ou fibra de vidro, com que os maestros regem as orquestras, bandas, coros, etc.
Passou a ser adotada originalmente na Europa da Idade Moderna para marcar o ritmo da música e certas alterações no plano agógico musical. Antes disso, os maestros batiam pesadas varas no chão (barretes).
Maestros como Leopold Stokowski (1882–1977), Kurt Masur (1927-2015) e Pierre Boulez (1925–2016), entre outros, notabilizaram-se por regerem sem batuta.